# Longnor (Shropshire)
Pour les articles homonymes, voir Longnor.
Longnor est une paroisse civile et un village du Shropshire, en Angleterre.